# Honigsee
Honigsee er en by og kommune i det nordlige Tyskland, beliggende i Amt Preetz-Land i den sydvestlige del af Kreis Plön. Kreis Plön ligger i den østlige/centrale del af delstaten Slesvig-Holsten.

## Geografi
Honigsee er beliggende omkring 7 km syd for Kiel og omkring 5 km vest for Preetz, lige øst for Bundesstraße 404 der går fra Kiel mod Bad Segeberg. I kommunen ligger ud over byen Honigsee, bebyggelserne Holz, Kleinhavighorst og Großhavighorst. Kommunen afgrænses mod syd og sydvest af det lille vandløb Honigau, der løber gennem søen Honigsee, lige syd for byen.
Fra 1910 til 1930 var der i Honigsee, banegård på Kleinbahn Kirchbarkau–Preetz–Lütjenburg.